# 라오스의 언어
라오스의 공용어는 라오어이다. 프랑스어는 제 2언어로 사용된다. 베트남어는 일부 베트남계 이민자에게서 쓰인다. 수화는 라오스 수화가 사용된다.

## 라오스의 언어 목록
- 크라다이어족
  - 라오어
  - 큰어
  - 북부태국어
  - 푸안어
  - 색어
  - 타이댕어
  - 타이담어
  - 타이르어
  - 요이어
- 오스트로아시아어족
  - 알락어
  - 두안어
  - 할랑어
  - 제어
  - 즈루어
  - 죽어
  - 라벤어
  - 라비어
  - 냐헌어
  - 오이어
  - 사푸안어
  - 세당어
  - 브루어
  - 브라오어
  - 카투어
  - 쿠이어
  - 타오이어
  - 크무어
  - 믈라브리어
  - 퐁어
  - 비트어
  - 키르어
  - 라멧어
  - 아렘어
  - 추트어
  - 말렝어
  - 응우온어
  - 타붕어
  - 베트남어
- 몽몐어족
  - 몽어
  - 이우미엔어
- 중국티베트어족
  - 아케어
  - 아카어
  - 반탕어
  - 칸탄어
  - 카우호어
  - 코사오어
  - 하니어
  - 푸노이어
  - 피요어
  - 신살리어
- 인도유럽어족
  - 프랑스어(방언)
  - 영어